# Astra Linux
Astra Linux је руски оперативни систем заснован на линуксу, и намењен је за потребе руске војске, безбедносних структура, и других владиних агенција. Астра Линукс је заменио Microsoft Windows оперативне системе који су до тада били у употреби у руским владиним агенцијама. Развијен је од стране руске РусБИТех компаније, као дериват Дебијана.

## Развој
Развој Astra Linux оперативног система започет је 2008. године, а 2009. је представљено прво издање.  Након уредбе руске владе о преласку руских владиних агенција на слободан софтвер, у развој Astra Linux-a се укључило и Министарство одбране. Компанија Astra Linux је 2020. објавила да је премашила 1.000.000 продатих лиценци. До 2022. на Astra Linux прешле и руске државне компаније попут Росатом-а, Руске железнице, као и бројне нуклеарне електране.

## Верзије
Доступан је у две верзије, бесплатној Astra Linux Common и Astra Linux Special верзији која се плаћа. Верзије имају више издања у зависности од архитектуре процесора.
- Astra Linux Common користи издање Орел, које је намењено за x86-64 процесоре.[8]

Astra Linux Special има 6 издања која носе називе по совјетским градовима херојима.
- Смоленск, намењена за x86-64 процесоре[8]
- Новоросијск, намењена за ARM процесоре[8]
- Мурманск, намењена за IMB Z мејнфрејм рачунаре[8]
- Керч, намењена за PowerPC[8]
- Севастопољ, намењена за MIPS архитектуру процесора[8]
- Лењинград, намењена за руске Елбрус процесоре[8]